# Safavidorden
Safavidorden, även kallad Safaviyya (kurdiska: صفویه, Nēzāmē Safawiyya; persiska: صفویه, Nēzāmē Safaviyya), är en religiös ordenssällskap (tariqa) (shiitisk ordning) grundad av den kurdiska mystikern Safi-ad-din Ardabili (1252–1334). Det hade en framträdande plats i samhället och politiken i nordvästra Persien under 1300- och 1400-talen, men idag är det mest känt för att ha gett upphov till den safavidiska dynastin som konverterade hela Persien till shiaislam. Ordenssällskapets adoptioner av shiitiska begrepp som föreställningen om imamiten av barnen och barnbarnen till Safi-ad-din Ardabili resulterade i att ordningen slutligen blev associerad med imamiterna. Safaviderna ville reformera Islam och sprida en sträng, religiös livsstil över hela samhället. De betonade vikten av individens såväl som islams  moraliska renhet för tillbedjan och gudstjänst, därav namnet. De predikade fromhetsideal innefattande sedlighet och förakt för yttre prakt och nöjen.
Efter Safī al-Dins död övergick ledarskapet för orden till hans son, Sadr al-Dīn Mūsā, och gick sedan vidare från far till son. Vid mitten av 1400-talet ändrade Safaviyya karaktär och blev militant under Shaykh Junayd och Shaykh Haydar, och startade jihad mot de kristna i Georgien.

## Ordens tillväxt
Den senare Safaviyya anses vara "ghulat", vilket betyder att den hade messianska övertygelser om sitt ledarskap och shiitiska antinomiska metoder utanför den ortodoxa normen för imamiterna islam.
Shaykh Haydars barnbarn, Kung (shah) Ismail I, förändrade ordningens karaktär ytterligare när han grundade det safavidiska imperiet 1501 och utropade shia-imamiterna till statsreligion, vid vilken tidpunkt han importerade ulama till stor del från Libanon och Syrien för att göra safavidernas utövningar ortodoxa.

## I modern tid
Den islamiska revolutionen i Iran 1979 som störtade Irans sista kejsare och gav framgång till Ayatolla Khomeini och hans politiska ideologi Velayate Faqih i landet inspirerades av Safavidorden. Iran försöker sprida sin  statsideologi och inflytande runt om i världen och målet är att konvertera människor till shiaislam (imamiterna) och förena den islamiska umman under Irans styre.
Sällskapsorden består av shia-muslimer, mestadels av perser, feyli-kurder, azerer, libaneser, algerier, syrier, irakier, jemeniter och länderna vid persiska viken. Idag har orden olika baser runt om i världen med olika verksamheter.